# Baláže
Baláže (slowakisch 1948–1968 und bis 1927 alternativ „Bláže“; ungarisch Balázs, deutsch bis ins 16. Jahrhundert Liptscherseifen) ist eine Gemeinde in der Mitte der Slowakei, mit 229 Einwohnern (Stand 31. Dezember 2024) und liegt im Okres Banská Bystrica, der zum Banskobystrický kraj gehört.

## Geographie
Baláže liegt im Gebirge Starohorské vrchy im Schatten der östlich liegenden Niederen Tatra am Bach Ľupčica (deutsch Liptsch), der durch den Zusammenfluss der Banský potok und Čeremošné entsteht und weiter talabwärts in den Hron mündet. Das Ortszentrum ist 15 Kilometer von Banská Bystrica entfernt.
Zum Gemeindegebiet gehört seit 1949 auch der ehemalige Ort Kalište, der weiter talaufwärts liegt.

## Geschichte
Der Ort entstand im 15. Jahrhundert am damaligen Gebiet des Nachbarortes Priechod und wuchs um zwei Kupfer-Schmelzhütten am Bach Ľupčica, die von einem Neusohler Bergmann namens Johann Kolmann gegründet wurden. 1529 wird der Ort als Huttae Lyptczyczae erwähnt, 1531 als gaza Lyptzcicz und 1540 als Lypschersaifen. Nach mehreren Besitzwechseln kamen die Hütten gegen Ende des 15. Jahrhunderts in den Besitz des Unternehmens Thurzo-Fugger, die die Hütten bis 1546 besaß. Nach dessen Niedergang verarbeiteten die verbliebenen selbstständigen Bergmänner bis zur Hälfte des 17. Jahrhunderts das Haldenmaterial. Danach waren seit dem 18. Jahrhundert Forstwirtschaft und Köhlerei die Hauptbeschäftigungen der Bevölkerung. 
Nach 1918 kam der im Komitat Sohl und zum Königreich Ungarn gehörende Ort zur Tschechoslowakei. Baláže spielte eine bedeutende Rolle während des Slowakischen Nationalaufstandes (SNP) im Jahr 1944 und war zusammen mit Kalište das Zentrum der sog. „Partisanenrepublik“. Nach der Niederschlagung des SNP blieb der Ort aber weiter unbesetzt, bis er am 20. März 1945 von den deutschen Truppen niedergebrannt und gesamte Einwohnerschaft ermordet wurde, ebenso wie dies in Kalište zwei Tage zuvor passiert war. 1947 begann der Wiederaufbau des Ortes; 1949 kam zu Baláže das Gemeindegebiet von Kalište, das nie wiederaufgebaut wurde.

## Bevölkerung
| Jahr                | 1994 | 2004    | 2014     | 2024    |
| ------------------- | ---- | ------- | -------- | ------- |
| Anzahl der Personen | 201  | 193     | 216      | 229     |
| Unterschied         |      | −3,98 % | +11,91 % | +6,01 % |

| Jahr                | 2023 | 2024    |
| ------------------- | ---- | ------- |
| Anzahl der Personen | 234  | 229     |
| Unterschied         |      | −2,13 % |

## Sehenswürdigkeiten
- Gedenkzimmer des SNP
- Nationales Kulturdenkmal Kalište